# Peter López
Peter López Santos (* 23. September 1981 in Irvine) ist ein peruanischer Taekwondoin, der bis 2004 für die USA antrat. Er startet im Mittelgewicht.
López verbrachte mehrere Jahre seiner Kindheit in Peru, dem Heimatland seiner Eltern, und begann dort auch mit Taekwondo. Mit neun Jahren kehrte seine Familie in die USA zurück. López startete bei seinen ersten internationalen Erfolgen für die USA. 1998 wurde er in Istanbul in der Klasse bis 59 Kilogramm Juniorenweltmeister. Zwei Jahre später konnte er auch im Erwachsenenbereich mit Silber in der Klasse bis 62 Kilogramm bei der Weltmeisterschaft in Jeju-si seine erste WM-Medaille erringen. Bei der Weltmeisterschaft 2003 in Garmisch-Partenkirchen erreichte er das Halbfinale und gewann mit Bronze erneut eine Medaille.
Im Jahr 2004 leitete López in Peru einen Taekwondolehrgang und entschied sich wenig später, zukünftig für Peru zu starten. Weitere internationale Erfolge blieben zunächst aus, erst mit dem Gewinn der Silbermedaille bei den Panamerikanischen Spielen 2007 in Rio de Janeiro kehrte er wieder in die Erfolgsspur zurück. López qualifizierte sich für die Olympischen Spiele 2008 in Peking. In der Klasse bis 68 Kilogramm erreichte er das Halbfinale, verpasste nach Niederlagen gegen Mark Lopez und Servet Tazegül eine Medaille aber knapp. Bei der Weltmeisterschaft 2009 in Kopenhagen zog López ins Viertelfinale ein und erreichte sein bestes WM-Ergebnis seit dem Medaillengewinn 2003. Beim amerikanischen Olympiaqualifikationsturnier 2011 in Santiago de Querétaro qualifizierte er sich für seine zweiten Olympischen Spiele 2012 in London.